# Carbono equivalente
O conceito de carbono equivalente é usado em materiais ferrosos, normalmente aço e ferro fundido, para se determinar diversas propriedades da liga quando mais do que apenas o carbono é usado como um elemento de liga, o que é típico. A ideia é converter a porcentagem de outros elementos de liga em equivalentes à porcentagem de carbono, uma vez que as fases ferro-carbono são mais bem compreendidos do que outras fases de aço-liga. Normalmente, este conceito é usado em soldagem, mas também é utilizado no tratamento térmico e na fundição.

## Aço
Em soldagem, o carbono equivalente (%Ce) é usado para entender como os diferentes elementos de liga afetam a dureza do aço a ser soldado. Este é, então, diretamente relacionado com a fratura a frio induzida por hidrogênio, que é o defeito de soldagem mais comum no aço, sendo assim mais comumente usado para determinar a soldabilidade. As adições de carbono e outros elementos de liga, tais como manganês, cromo, silício, molibdênio, vanádio, cobre e níquel, tende a aumentar a dureza, aumentar a temperabilidade e diminuir a soldabilidade. Cada um destes elementos tende a influenciar a dureza e a soldabilidade do aço em diferentes magnitudes, no entanto, se faz necessário um método de comparação para julgar a diferença de dureza entre as duas ligas feitas de diferentes elementos de liga. Existem algumas fórmulas para o cálculo do carbono equivalente, sendo mais comuns a da Sociedade Americana de Soldagem (AWS) e a do Instituto Internacional de Soldagem (IIW).
A AWS afirma que, para um carbono equivalente acima de 0,40% há um potencial de formação de trincas na zona termicamente afetada (ZTA) em soldas e cortes à chama. No entanto, normas de engenharia estrutural raramente usam o %Ce mas limitam o percentual máximo de certos elementos de liga. Essa prática começou antes do conceito de %Ce existir, então continua a ser usada. Isso tem levado a problemas devido a certos aços de alta resistência poderem apresentar fratura frágil.
{\displaystyle CE=\%C+\left({\frac {\%Mn+\%Si}{6}}\right)+\left({\frac {\%Cr+\%Mo+\%V}{5}}\right)+\left({\frac {\%Cu+\%Ni}{15}}\right)}
Outra fórmula popular é a Dearden e O'Neill, que foi adotada pelo IIW em 1967. Esta fórmula tem sido considerada adequada para a previsão de temperabilidade em uma grande variedade de aços carbono e aços carbono-manganês, mas não para aços microligados de alta resistência e baixa liga ou aços de Cr-Mo baixa-liga. A fórmula é definida da seguinte forma:
{\displaystyle CE=\%C+{\frac {\%Mn}{6}}+\left({\frac {\%Cr+\%Mo+\%V}{5}}\right)+\left({\frac {\%Cu+\%Ni}{15}}\right)}
Para esta equação, a soldabilidade pode ser definida da seguinte forma:
| Carbono equivalente (%Ce) | Soldabilidade |
| ------------------------- | ------------- |
| Até 0,35                  | Excelente     |
| 0.36–0.40                 | Muito bom     |
| 0.41–0.45                 | Bom           |
| 0.46–0.50                 | Razoável      |
| Mais de 0.50              | Ruim          |

A Sociedade Japonesa de Engenharia de Soldagem adotou o parâmetro de metal crítico (Pcm) para trincas por soldagem, que foi baseada no trabalho de Ito e Bessyo:
{\displaystyle Pcm=\%C+{\frac {\%Si}{30}}+{\frac {\%Mn+\%Cu+\%Cr}{20}}+{\frac {\%Ni}{60}}+{\frac {\%Mo}{15}}+{\frac {\%V}{10}}+5B}
O carbono equivalente é uma medida da tendência de solda para formar martensita no resfriamento e sofrer fratura frágil. Quando o carbono equivalente está entre a 0,4 e 0,6, pode ser necessário o pré-aquecimento da solda. Quando o carbono equivalente está acima de 0,6, pré-aquecimento é necessário e um pós-aquecimento pode ser necessário.
A seguinte fórmula de carbono equivalente é utilizada para determinar se uma solda ponto irá falhar em um aço de alta resistência e baixa liga , devido ao excesso de temperabilidade:
{\displaystyle CE=\%C+{\frac {\%Mn}{6}}+\left({\frac {\%Cr+\%Mo+\%Zr}{10}}\right)+{\frac {\%Ti}{2}}+{\frac {\%Cb}{3}}+{\frac {\%V}{7}}+{\frac {UTS}{900}}+{\frac {h}{20}}}
Onde UTS é a resistência à tração máxima em ksi e h é a faixa de espessura (em polegadas). Um %Ce de 0,3 ou menos é considerado seguro.
Um carbono equivalente especial foi desenvolvido por Yurioka, que poderia determinar o tempo crítico em segundos Δt8-5 para a formação de martensita na ZTA em aços-liga de baixo carbono. A equação é dada como:
{\displaystyle CE*=\%C*+{\frac {\%Mn}{3.6}}+{\frac {\%Cu}{20}}+{\frac {\%Ni}{9}}+{\frac {\%Cr}{5}}+{\frac {\%Mo}{4}}}
onde:
{\displaystyle \%C*=5\%C{\mbox{ para }}\%C\leq 0.30\%}
{\displaystyle \%C*=\%C/6{\mbox{ para }}\%C\geq 0.30\%}
Então o tempo crítico, em segundos, Δt8-5, pode ser determinado da seguinte forma:
{\displaystyle \log _{10}\Delta t_{8-5}=2.69CE*}

## Ferro fundido
Para o ferro fundido, o teor de carbono equivalente (%Ce) é usado para entender como os elementos de liga afetarão o tratamento térmico e o comportamento do metal fundido. Ele é usado como um indicador de resistência em ferros fundidos porque dá uma noção da quantidade de grafita presente na estrutura final. As fórmulas a seguir são utilizadas para determinar o %Ce em ferros fundidos:
{\displaystyle CE=\%C+0.33\left(\%Si\right)+0.33\left(\%P\right)-0.027\left(\%Mn\right)+0.4\left(\%S\right)}
{\displaystyle CE=\%C+0.33\left(\%Si\right)}
{\displaystyle CE=\%C+0.33\left(\%Si+\%P\right)}
Este %Ce, em seguida, é usado para determinar se a liga é hipoeutética, eutética, ou hipereutética; para ferros fundidos o ponto eutético fica em 4,3%C. Isto é útil para determinar a estrutura final dos grãos; por exemplo, um ferro fundido hipereutético normalmente tem uma estrutura de grãos grandes e grosseiros com flocos de grafita. Além disso, há menos contração conforme o %Ce aumenta.

## Leitura complementar
- Lincoln Electric (1994). O Manual de procedimentos de Soldagem a Arco. Cleveland: Lincoln Electric. ISBN 99949-25-82-2. (Página 3.3-3)
- Weman, Klas (2003). Processos de soldagem manual. Nova Iorque: CRC Press LLC. ISBN 0-8493-1773-8.
- A American Welding Society (2004). O Código de Soldagem estrutural, a AWS D1.1. ISBN 0-87171-726-3.